# 張壮
張壮（チャン・チュワン、男性、1999年7月5日 - ）は、中国・河南省出身の元俳優である。ジャッキー・チェンに憧れ少林寺の武術学校に通う。特技は少林拳とバク転30回。
映画出演は『カンフーくん』1本のみで、その他の芸能活動についても確認されておらず、既に引退したものとみられる。

## エピソード
2008年3月29日。映画『カンフーくん』の宣伝のためにゲスト出演した『王様のブランチ』（TBS）の生放送中、カンフーアクションを披露した際に頭部に出血を伴う怪我をし、その模様が放送された。本人は泣く事もせずそのまま出演を続けようとするプロ意識の高さを見せたが、周りの判断で治療のために一旦画面から去った。

## 出演

### 映画
- カンフーくん（2008年）- カンフーくん 役